# Ellery Clark
Pour les articles homonymes, voir Clark.
Ellery Harding Clark, né le 13 mars 1874 et décédé le 17 février 1949, est un athlète américain, premier champion olympique de l'histoire en saut en longueur et en saut en hauteur, à Athènes en 1896.

## Biographie
Né à West Roxbury au Massachusetts, Clark est le seul athlète à réaliser ce doublé. Clark réussit cette performance en 1896, aux Jeux olympiques d'été de 1896 d'Athènes. Étudiant de l'université Harvard, il obtient un congé pour pouvoir concourir à cause de ses études en cours. 
Au saut en longueur, Ellery Clark utilise son chapeau pour faire une marque pour l'élan de sa course. Par deux fois le juge (en fait le roi Constantin de Grèce) enlève le chapeau, estimant que c'est un comportement qui contrevient aux règles de l'amateurisme. Et c'est seulement au troisième essai (et sans son chapeau), que Clark réalise un essai valable, suffisant pour enlever le concours. la mesure du saut est de 6,35 mètres. Clark par la suite remporte également le concours du saut en hauteur, avec une performance d'1,81 mètre. Les autres concurrents sont distancés, les Américains James Connolly et Robert Garrett ne réalisent que 1,65 mètre.
Sportif complet, il remporte des championnats nationaux d'épreuves combinées en 1897 et 1903. Il prend part à l'épreuve aux Jeux de Saint-Louis en 1904 mais malade, il ne termine qu'à la 5e place, ne franchissant aucune barre au saut à la perche.
Avocat à Boston, il a écrit une vingtaine d'ouvrages dont certains ont été adaptés au cinéma. Il a aussi été membre du conseil municipal de la ville, entraîneur d'athlétisme à Harvard et professeur d'expression anglaise à Cambridge.

## Palmarès
- Jeux olympiques de 1896 à Athènes :
  -  Médaille d'or en saut en longueur
  -  Médaille d'or en saut en hauteur